# Pseudasthena
Pseudasthena là một chi bướm đêm thuộc họ Geometridae. Nó còn có tên đồng nghĩa là Eois.